# سبد آویز

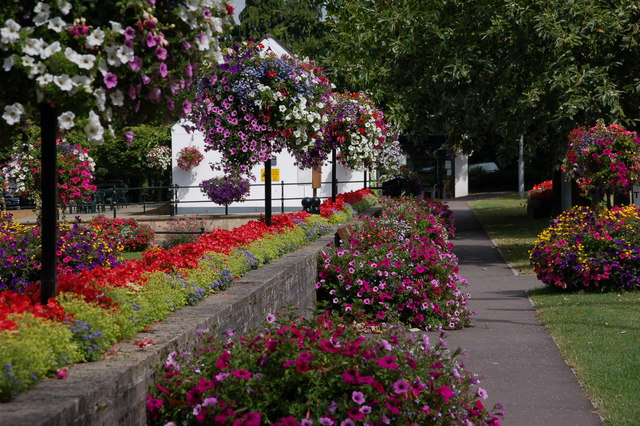
سبد آویز در اسکاروا، شهرستان داون، ایرلند شمالی

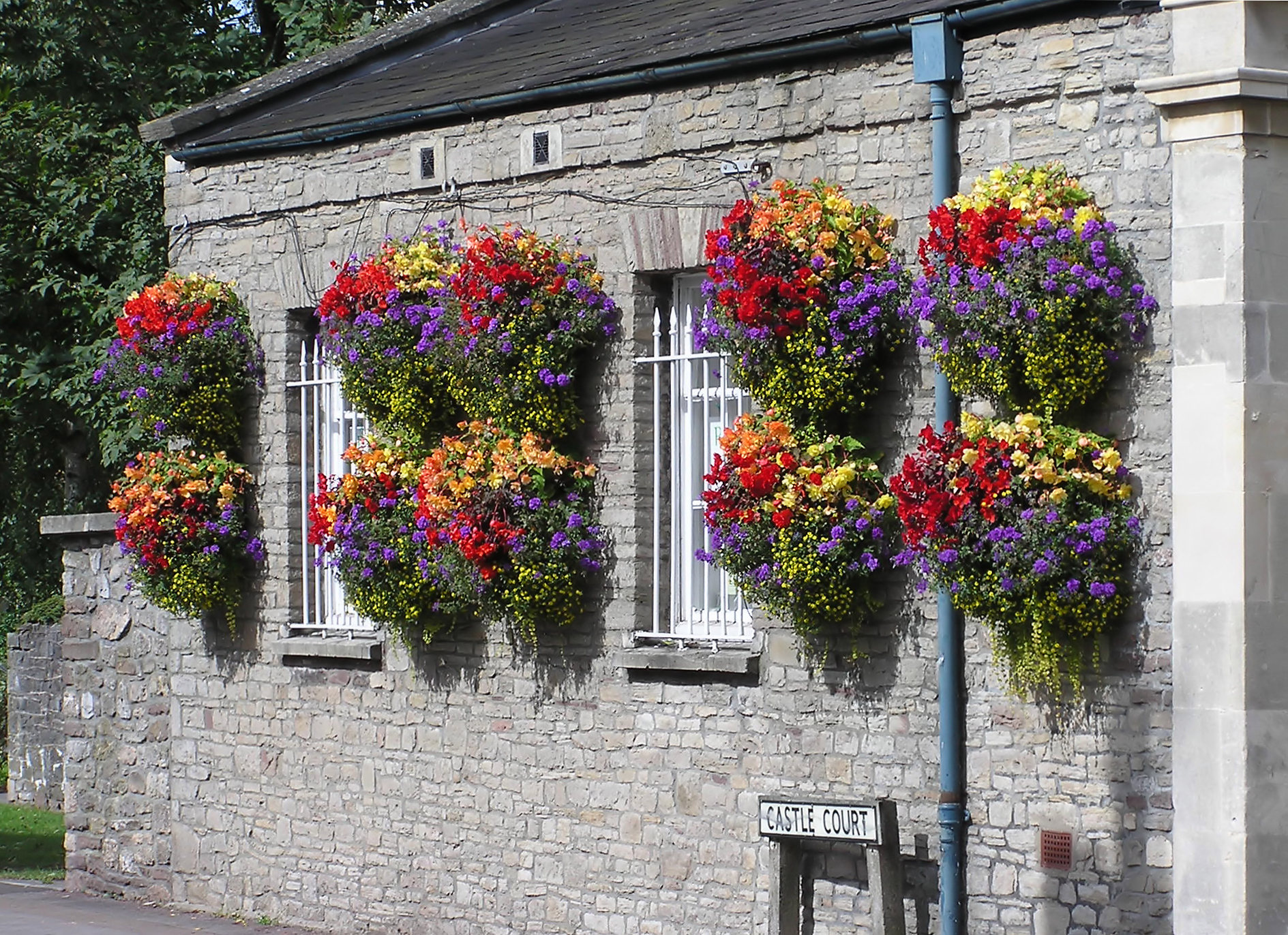
سبدهای آویزان در شهر تورنبری انگلستان

سبد آویز یا سبد آویزان (به انگلیسی: Hanging basket) یک ظرف آویزان است که برای پرورش گیاهان تزئینی استفاده می‌شود. معمولاً آنها را از ساختمان‌ها آویزان می‌کنند، جایی که فضای باغ در آن ممتاز است، و از مبلمان خیابانی برای بهبود محیط زیست آویزان می‌شوند. آنها همچنین ممکن است از چارچوب‌های ایستاده آزاد آویزان شوند که گاهی به آن درختان سبدآویز می‌گویند. یکی از انواع سبدهای آویز، کاشت معکوس است که در آن گیاهان در یک گلدان وارونه رشد می‌کنند و از بالا آبیاری می‌شوند.

## ساختار
سبدهای آویز معمولاً از سیم با روکش نفوذناپذیر، معمولاً پلاستیکی، ساخته می‌شوند تا محتویات آن را نگه دارند. آنها با کمپوست بدون ذغال سنگ نارس معمولاً با ژل نگهدارنده آب و گرانول‌های کودی کنترل‌شده پر می‌شوند. به‌طور معمول آنها با گیاهان بستر کاشته می‌شوند و ممکن است شامل شمعدانی، فوشیا و گیاهان دنباله‌دار در لبه‌ها مانند لوبلیا باشند.